# Templo Bahaí de Chile
El Templo Bahaí de Chile es un templo de adoración del bahaísmo. Está ubicado en la comuna de Peñalolén, en Santiago de Chile. La Casa de Adoración Bahaí de Sudamérica  se suma a los otros 8 templos del bahaísmo que existen alrededor del mundo, uno en cada continente, ubicados en Samoa, Uganda, Panamá, Alemania, India, Australia y Estados Unidos. Este templo es un punto de encuentro que promueve la unidad a través de una libre participación en actos de oración y servicio.

## Adoración
El bahaísmo es una de las religiones independientes más jóvenes que existen en el mundo. Surgió a mediados del siglo XIX en Irán, y sus seguidores creen en las enseñanzas de Bahá'u'lláh, su profeta y fundador.
Sus creencias abordan variados temas desde la unicidad de Dios y la religión, la unidad de la humanidad y la liberación de los prejuicios, la revelación progresiva de la verdad religiosa, el desarrollo de las cualidades espirituales, la dinámica de las relaciones que deben unir a las personas, comunidades e instituciones a medida que la humanidad avanza hacia su madurez colectiva.
Su mensaje se centra en el principio de que la unidad de la raza humana no sólo es posible, sino inevitable, que todos provenimos de un mismo creador y que el papel de la religión es hacer posible nuestro destino común y asegurar el avance continuo de nuestra civilización.

## El bahaísmo en Chile
En 1940 llegó a Chile la primera bahaí que estableció su residencia en el país, Marcia Stewart. En menos de cinco años desde su llegada se habían establecido pequeños grupos bahá’ís en cinco ciudades del país, y fue en aquellos años que la comunidad mundial bahaí determinó que el primer Templo del continente sudamericano se construiría en Santiago.
La comunidad bahaí de Chile experimentó una importante evolución durante las décadas de 1960 y 1970. Crecientes números de personas se identificaron con el bahaísmo, entre los que destacan de manera especial los pueblos originarios. En la década de 1980 se establecieron dos escuelas rurales y una radio intercultural en la zona de la Araucanía, la cual busca proyectar la herencia cultural mapuche como una contribución fundamental para la sociedad chilena y sudamericana. En las décadas siguientes se fue desarrollando un patrón de vida comunitaria bahaí en ciudades de todo el país. Esto llevó a que en 2001 se determinara que las condiciones ya eran propicias para dar inicio a la construcción del Templo en Santiago. En 2002 se realizó un llamado internacional para presentar propuestas de diseños, convocatoria que recibió 185 propuestas de más de 80 países. La construcción del Templo comenzó en noviembre de 2010 y culminó en 2016.
Para la dedicación de la Casa de Adoración, el 13 de octubre de 2016, asistieron alrededor de 5000 representantes de más de 110 países, y contó con la presencia del Ministro Secretario General de la Presidencia, Nicolás Eyzaguirre, el Intendente Metropolitano Claudio Orrego y varias autoridades locales y nacionales.

## Características
Los templos bahaíes se caracterizan por contar con nueve lados y asumir una forma circular. El número 9 es el dígito más alto, razón por la cual los bahaíes lo ven como un símbolo de plenitud y perfección.
Según las enseñanzas de Bahá’u’lláh, fundador del bahaísmo, los templos bahaíes se conciben como espacios de oración, razón por la cual en ellos no se realizan ritos, ceremonias o sermones.
En su interior no hay imágenes ni figuras, y cualquier persona, sea cual sea su credo, puede visitar el lugar. En las paredes interiores del Templo en Santiago pueden leerse nueve extractos breves de los escritos de Bahá’u’lláh, y en el ápice de la cúpula puede observarse una representación caligráfica en árabe del texto “Oh Tú, Gloria del Más Glorioso”.

## Construcción y estructura
El diseño del Templo estuvo a cargo de la oficina de arquitectura Hariri Pontarini Architects de Toronto, Canadá. El arquitecto encargado fue Siamak Hariri, y el diseño de los jardines estuvo a cargo del paisajista chileno Juan Grimm. El edificio tiene 30 metros de altura y 30 de diámetro, y una capacidad para 600 personas.
El proceso creativo del diseño se inspiró en un texto de Bahá’u’lláh, en donde describe lo que sucede cuando la luz de lo divino impregna el corazón humano. El texto utiliza la metáfora de una casa que es ocupada por su legítimo dueño; cuando eso sucede, “todos los pilares de la morada brillan con Su luz”. Así, la luz es utilizada como un símbolo de la unidad.
La construcción del templo se divide en cuatro etapas principales. La primera se trata de una estructura de hormigón armado de tres niveles, que contiene estacionamientos y servicios además de ser la base estructural del edificio, contando con un sistema antisísmico de aislación de fricción de triple péndulo. Esta etapa se comenzó el 2010 con excavaciones y trabajo de suelo, y se concluyó en abril de 2013 con el hormigonado de la loza, el cual requirió 90 m³ de hormigón y nueve horas de trabajo continuo.
Sobre la base sólida de hormigón armado se construyó una superestructura de 30 metros de altura para los pétalos. Para esto se usaron 18 columnas curvadas de acero de 32,4 cm de diámetro y 20 mm de espesor como estructura primaria. Las columnas se anclaron a la base de hormigón y al óculo central - el cual fue previamente elevado mediante una torre de soporte de andamio a través de uniones apernadas. La estructura secundaria de los pétalos, la cual soporta el revestimiento interior y exterior del templo, está hecha de un reticulado estereométrico de acero de doble capa.
La construcción de la estructura portante fue terminada en mayo de 2016, y en junio comenzó el montaje del revestimiento interior. El revestimiento es de mármol, y para obtenerlo se extrajeron más de 400 toneladas de esta piedra en Portugal. Los bloques fueron cortados a medida y se les dio la curvatura necesaria para el proyecto. Cada pieza es única. Se necesitaron 1.580 piezas de mármol plano y 780 curvas para completar la estructura.
El revestimiento exterior es de vidrio fundido transparente, hecho con piezas diseñadas a medida y luego montadas en marcos de aluminio para trasladarlas a Chile. Las piezas del exterior fueron selladas con silicona, mientras que las del interior permanecen sin uniones.
La superficie del terreno perteneciente a la comunidad tiene 83 hectáreas, dentro de las que el templo abarca 11 hectáreas. La superficie construida es de 1.200 m². El templo tiene un espacio central con una capacidad para 600 personas sentadas.

## Recepción e impacto
El Templo Bahaí se convirtió rápidamente en uno de los lugares más visitados de Santiago, con más de un millón de visitas antes de haber cumplido dos años de funcionamiento. Los visitantes valoran el espacio por su tranquilidad, su vista privilegiada de la ciudad, sus jardines y su inclusividad.

El Ministro Nicolás Eyzaguirre, que representó al Gobierno de Chile durante la ceremonia de dedicación en octubre del 2016, mencionó: 
“Este espacio magnífico e impresionante que nos regala la comunidad bahá’í es un lugar de trascendencia y reflexión que busca la unidad y respeto de todas las creencias y de todas las personas. Tiene un gran valor el que las casas de adoración bahá’ís sean lugares de encuentro abiertos, en los que se acogen como iguales a hombres y mujeres, jóvenes y ancianos, sin que existan distinciones ni barreras de nacionalidad, credo o etnia. Aquí todos son bienvenidos. Esta es la materialización de nuestro sueño de inclusión. Este Templo continental es un regalo para nuestra sociedad, para nuestra ciudad y para cada uno de nosotros; es un Templo que embellece y enaltece nuestro paisaje, y se constituye en un ícono que estará siempre aquí, en lo alto, recordándonos cuán importante es el encuentro, el respeto y la unidad en la diversidad”
En la misma ceremonia, el Intendente Metropolitano Claudio Orrego manifestó:
“Santiago es distinto a partir de ahora por este Templo que se nos regala como ciudad. Es un regalo espiritual, es un espacio que a los santiaguinos y a los chilenos nos hace falta. No importa la religión que tengamos, no importa el credo que profesemos, nuestras ciudades están llenas de sed por silencio, por sentido y por trascendencia”.
Desde su inauguración, distintas figuras del ámbito cultural han visitado el lugar. El arquitecto Federico Sánchez mencionó lo siguiente: “[El Templo Bahaí]... en el fondo lo que hace es invitar a reflexionar respecto de nosotros mismos, del entorno, de nuestra relación con el universo”.
Rodrigo Guendelman, periodista y fundador de Santiago Adicto, realizó una nota para la televisión en la que afirmó: “Un lugar preciso para meditar, para sentir recogimiento”.
La Asociación Chilena de Diálogo Interreligioso para el Desarrollo Humano (ADIR) realizó una visita en el mes de octubre de 2017, y la Oficina Nacional de Asuntos Religiosos (ONAR), junto a otras autoridades religiosas, visitó el lugar unos meses antes de su inauguración.

## Servicio en el Templo
Las Casas de Adoración bahaíes contemplan, como parte del proyecto de levantamiento de un templo, el aspecto esencial del servicio a la humanidad. Es desde esa base que se desprende una serie de actividades y espacios que buscan generar un impacto positivo al entorno.
Uno de los proyectos de servicio que acompaña al Templo de Sudamérica desde su proceso de construcción ha sido Flora Nativa, un vivero formado por voluntarios que tiene como propósito mantener los jardines del Templo y reforestar el terreno aledaño con flora autóctona del sector.
Flora Nativa cuenta constantemente con la colaboración de distintos grupos voluntarios que se ofrecen a ayudar en la mantención de los jardines del templo. Entre ellos, por ejemplo, se cuentan las visitas de grupos scouts, quienes dedican jornadas completas a ayudar en su mantenimiento.
En 2017, bajo el contexto de la celebración del Bicentenario de natalicio de Bahá’u’lláh, Flora Nativa, proyecto de servicio vinculado al Templo, realizó una donación de 2 mil árboles autóctonos a la ciudad de Santiago en un gesto de regalo para la ciudad.

Ante esto, el Seremi de Medioambiente de la Región Metropolitana, José Miguel Arriaza, afirmó:
“Esta donación permitirá contribuir al déficit de áreas verdes que tiene la región, ya que la vamos a incorporar a los nuevos parques urbanos que estamos construyendo para mejorar la calidad de vida de sus habitantes, por lo que agradecemos el amor que le pone la Comunidad Bahá’í a su vivero y a las donaciones que hace”.
Otro de los proyectos de servicio es el centro Kelluwün, un espacio dedicado a ser usado para actividades de servicio, educación y encuentros abierto a todo público, para ser utilizado por distintas organizaciones.

## Premios y reconocimientos
El Templo, desde su concepto hasta su realización, ha sido reconocido con varios premios y distinciones, entre los cuales destacan (por orden histórico): 
- 2004: Premio a la Excelencia arquitectónica de Canadá[27]
- 2010: Premio de World Architecture News a la Mejor obra civil por construir[28]
- 2015: Galardón “Hito tecnológico” de la Corporación de Desarrollo Tecnológico (CDT) de la Cámara Chilena de la Construcción (CChC)[29]
- 2017: Premio a la Innovación arquitectónica del American Institute of Architects[30][31][32]
- 2017: Premio a la Mejor vista de Santiago[33]
- 2017: American Architecture Prize (AAP) Premio en la categoría Arquitectura cultural[34]
- 2017: International Architecture Awards 2017 otorgado por The Chicago Athenaeum: Museum of Architecture and Design, junto con The European Centre for Architecture Art Design and Urban Studies[35]
- 2018: Premio de la ciudad Benjamin Vicuña Mackenna, categoría Proyecto Urbano Privado[36]
- 2018: Finalista en la categoría de Premios a la excelencia en diseño de la Asociación de Arquitectos de Ontario[37]
- 2019: Finalista en el Premio Internacional a la Arquitectura Transformadora[38][39]
- 2019: Premio Internacional del Instituto Real de Arquitectura de Canadá (RAIC)[40][41][42][43][44]
- 2020: Medalla del Gobernador General en Arquitectura (RAIC)[45]

## Galería de fotos

Templo Bahaí de Chile
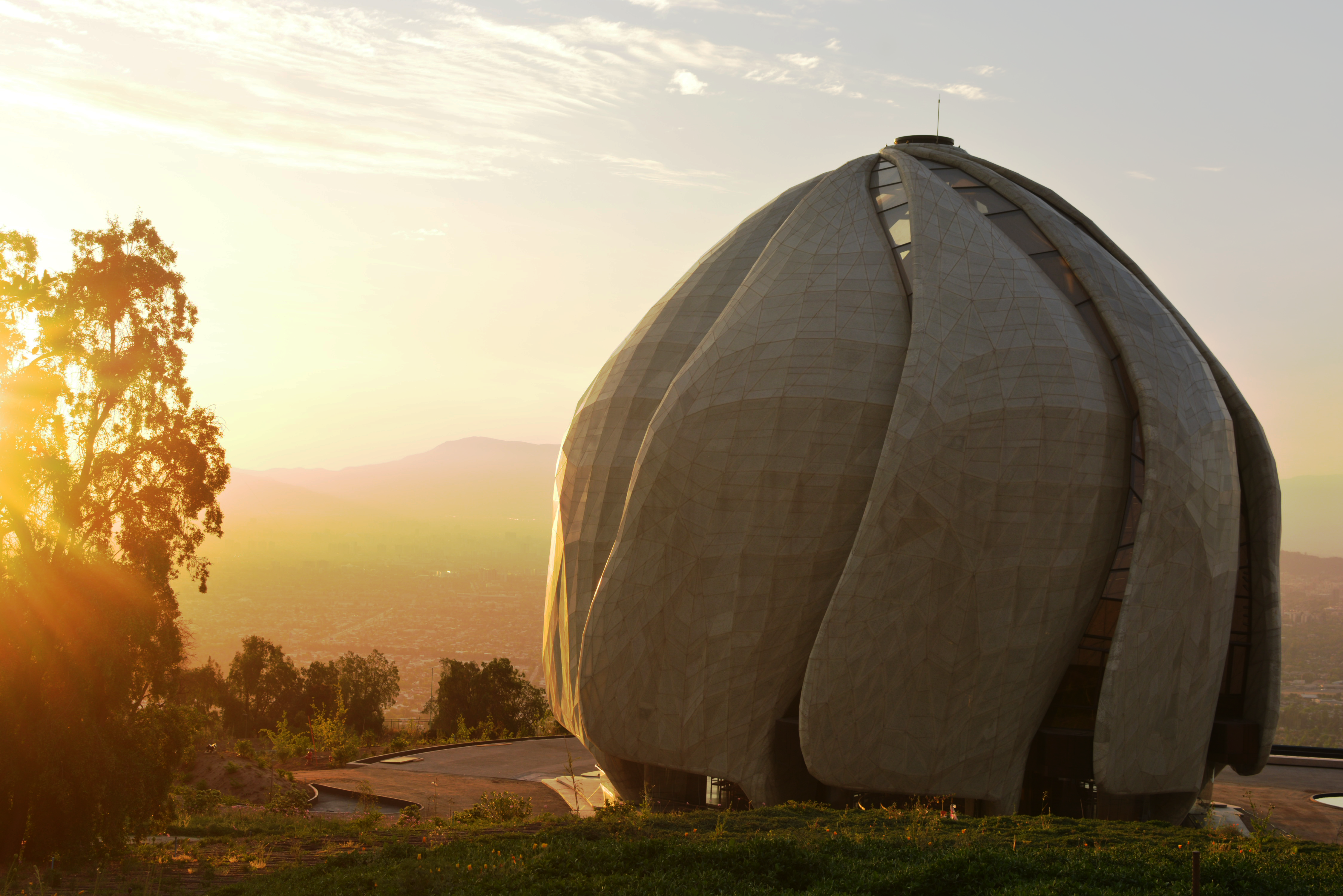
Vista de la ciudad desde los jardines
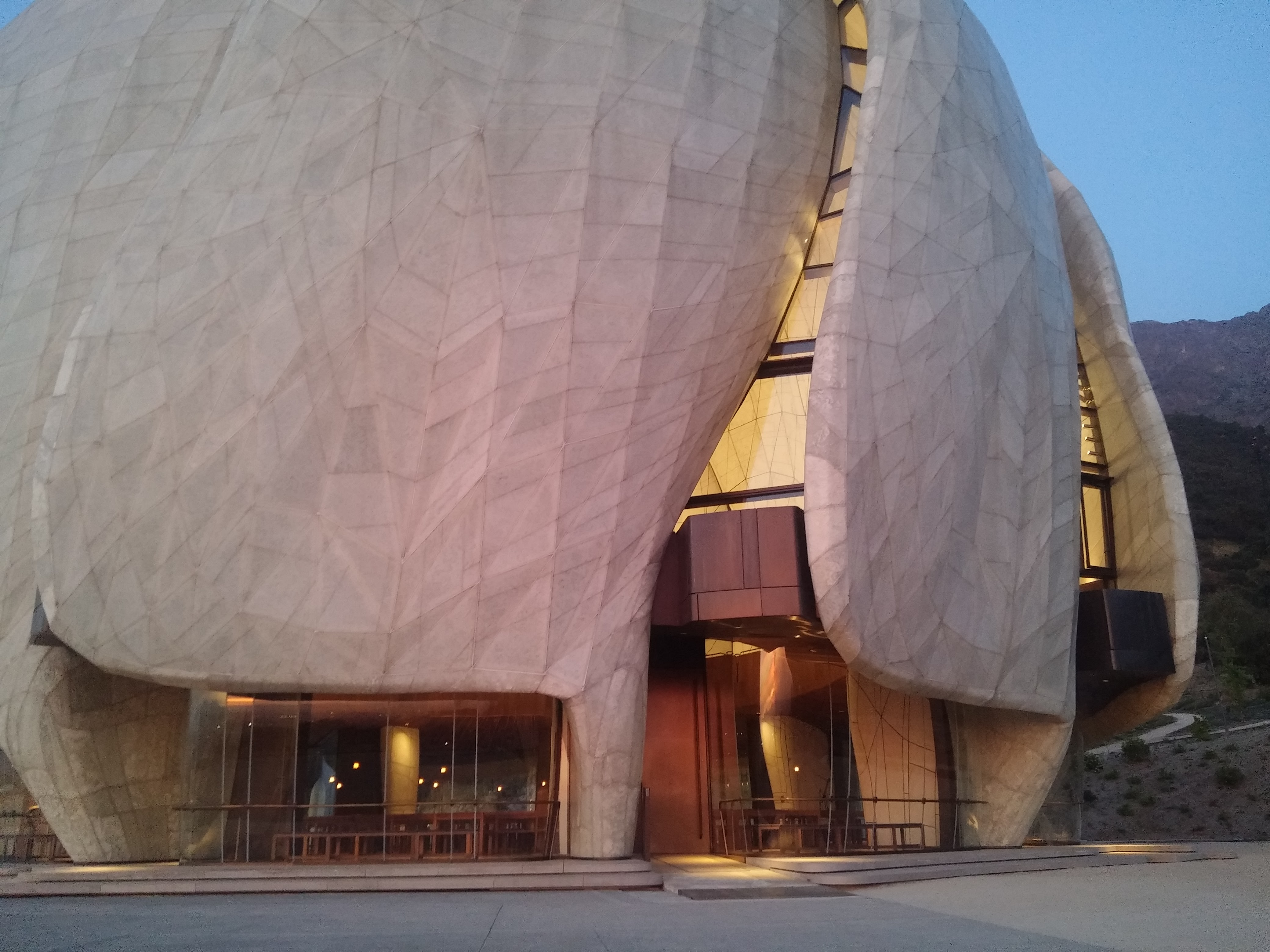
Vista de las alas de la obra
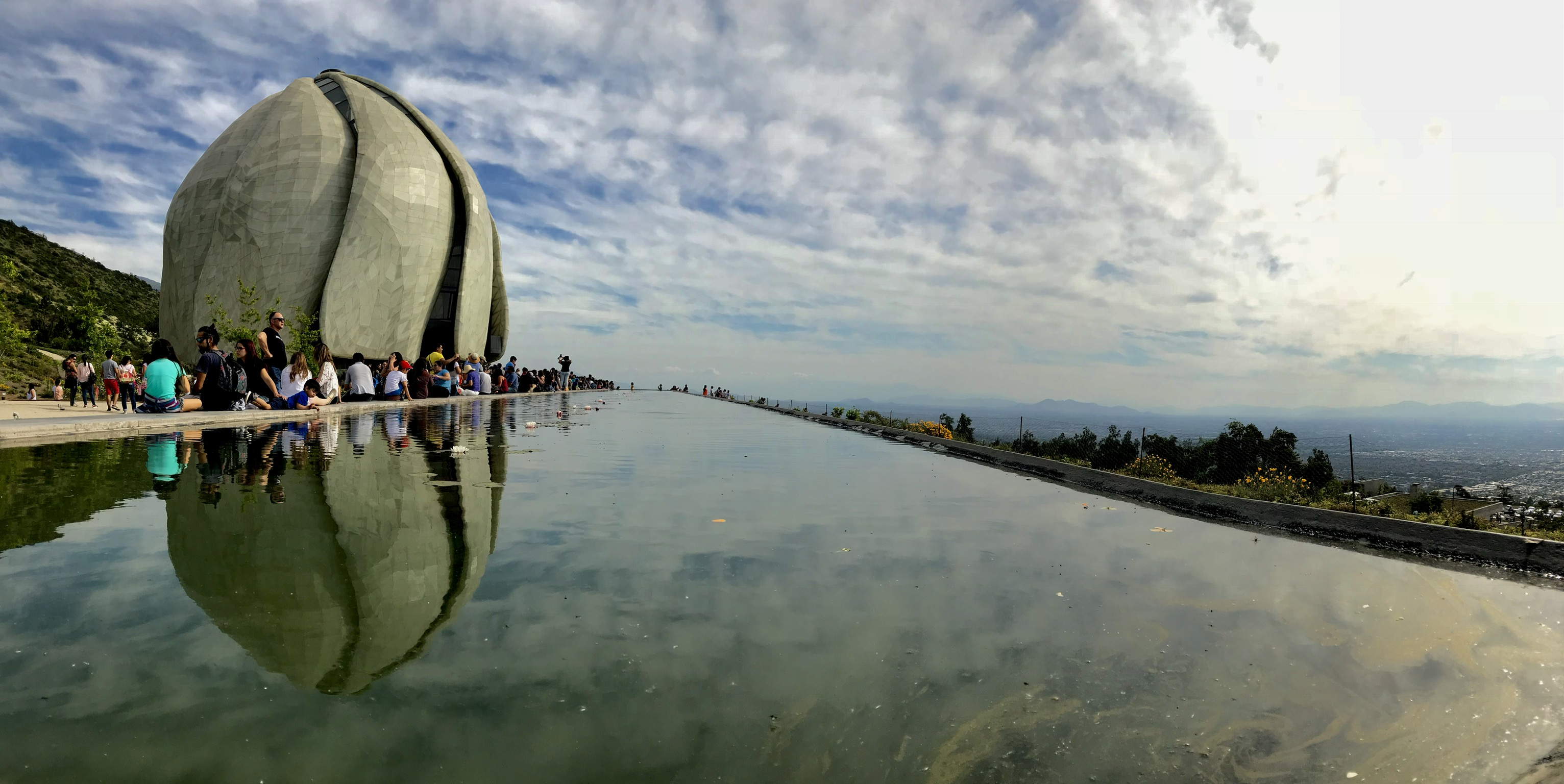
vista del Templo desde espejo de agua
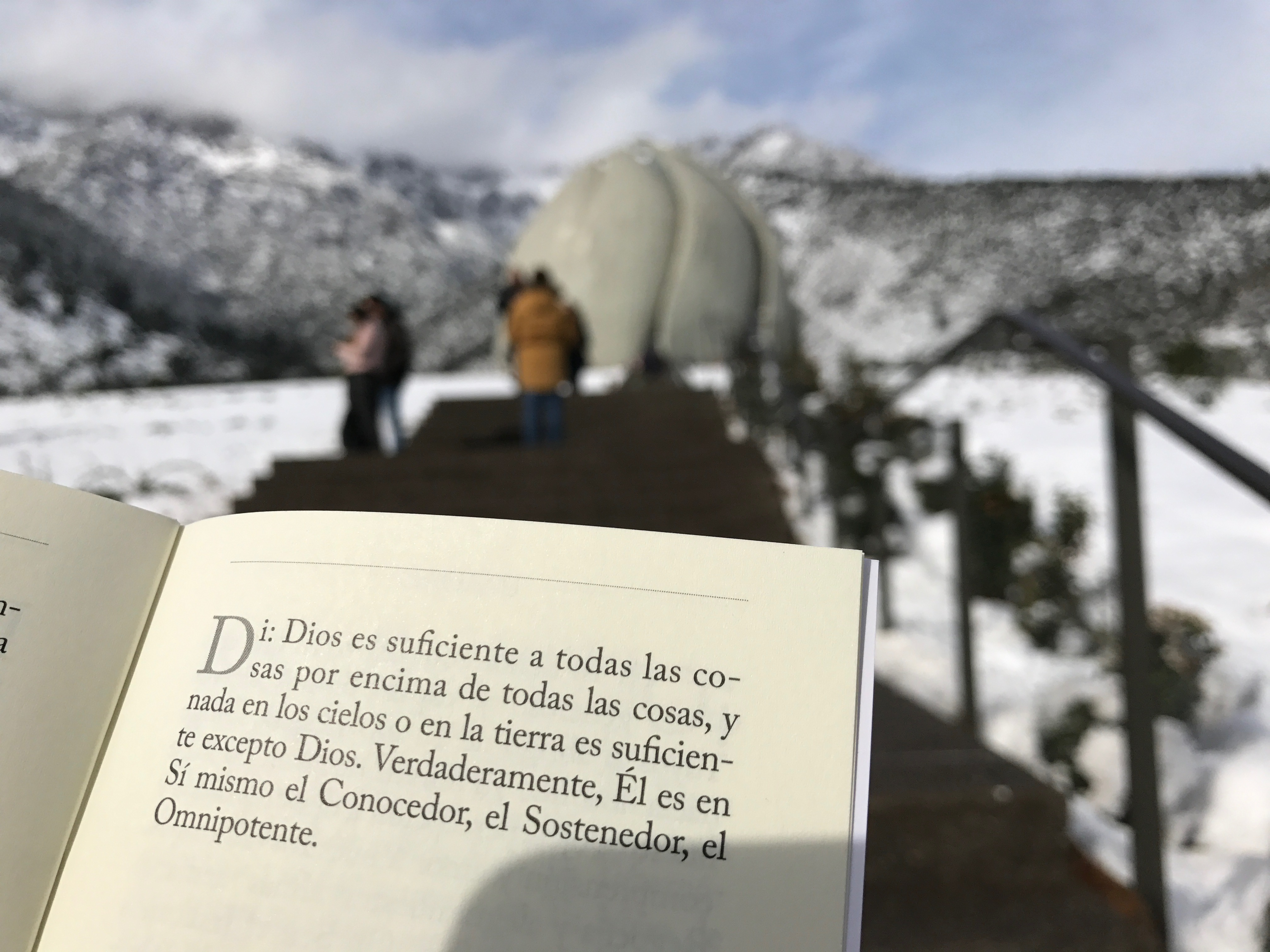
vista del Templo desde escalera de acceso, con cerros nevados, destacando el aspecto devocional
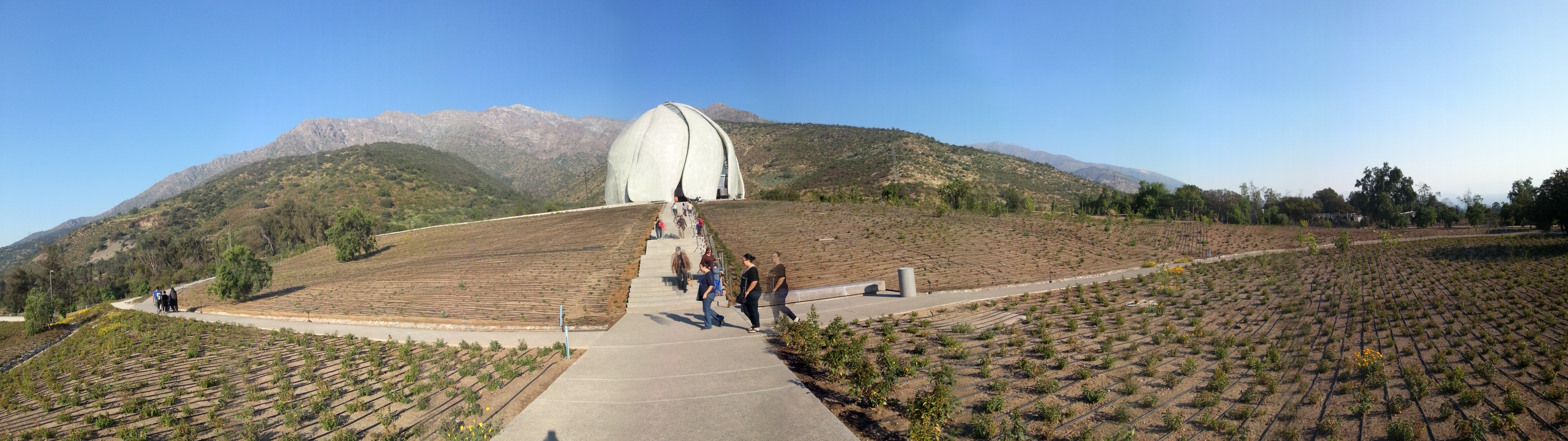
vista panorámica, desde la escalera de acceso (2016)
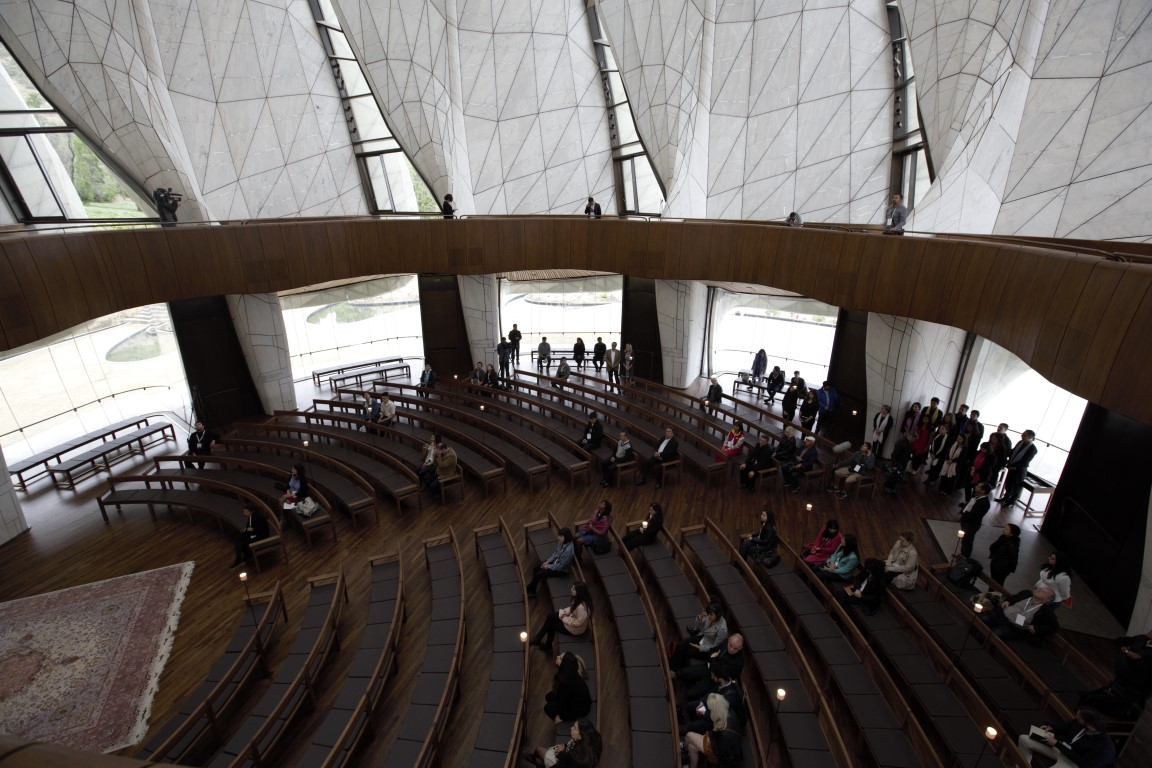
Vista interior desde el entrepiso
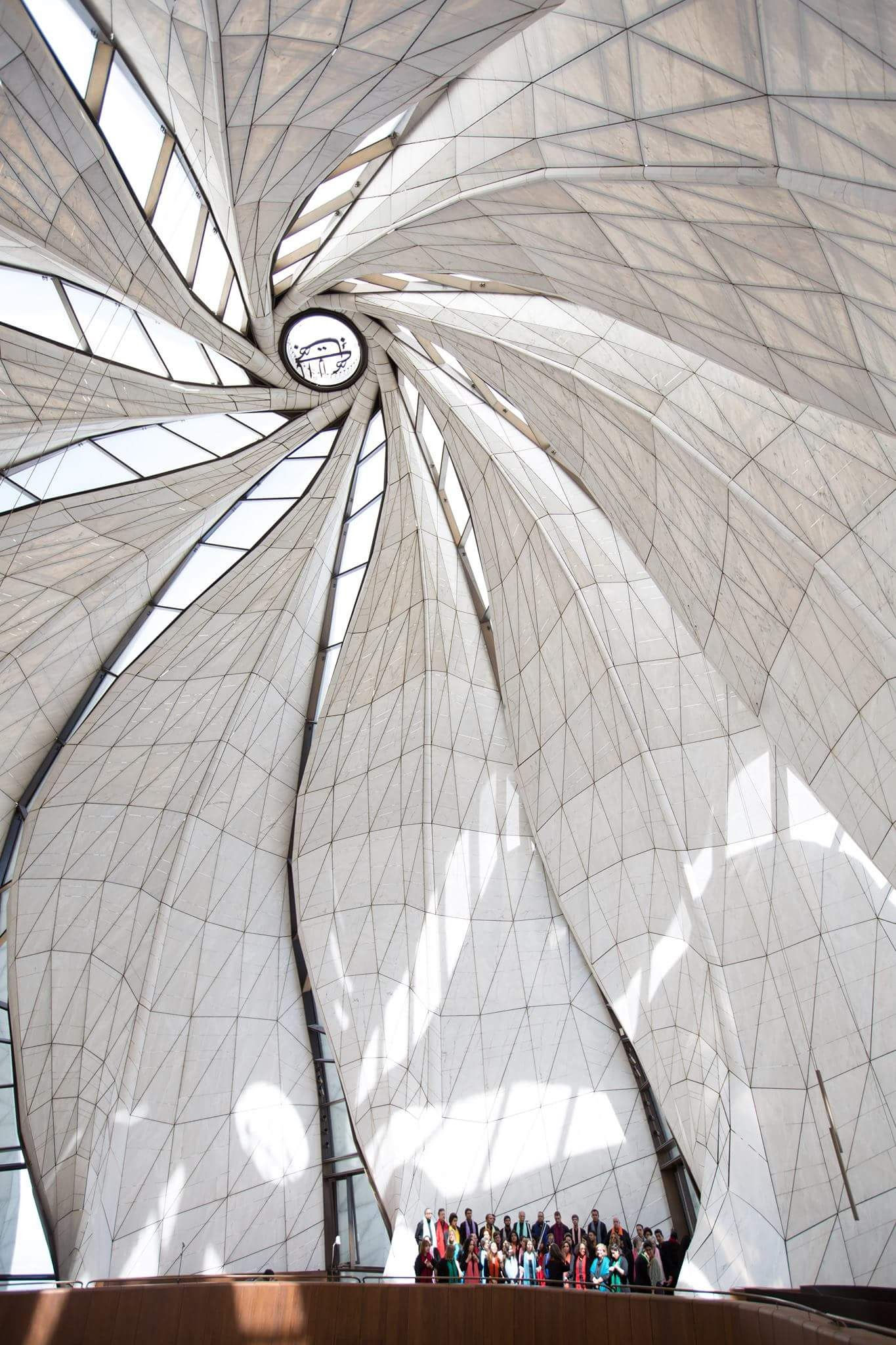
Vista del entrepiso y pilares (con el coro del Templo)
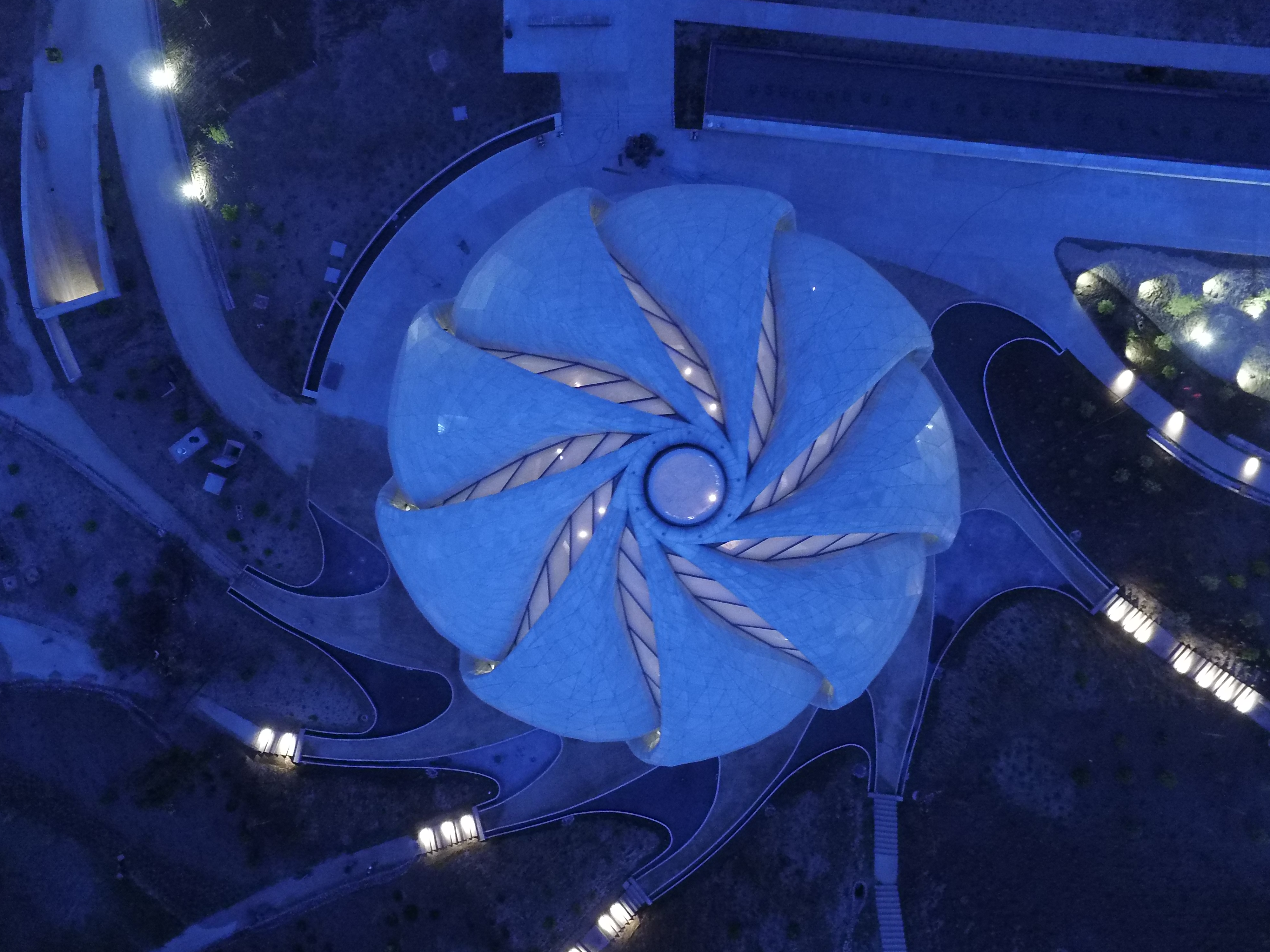
Vista aérea de noche